# David E. Kuhl

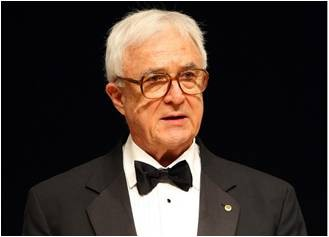
David E. Kuhl

David Edmund Kuhl (* 27. Oktober 1929 in St. Louis; † 28. Mai 2017 in Ann Arbor) war ein US-amerikanischer Nuklearmediziner. Er ist für Pionierarbeiten in tomografischen Bildgebungsverfahren in der Nuklearmedizin bekannt.

## Leben
Kuhl gewann als Schüler den Westinghouse Talentwettbewerb, nachdem er Ratten Uransalze injiziierte und nach Sektion Autoradiographie Aufnahmen machte. Er erhielt 1951 seinen Bachelorabschluss in Physik an der Temple University und erhielt 1955 seinen M.-D.-Abschluss an der University of Pennsylvania mit anschließender Facharztausbildung (Internship 1955/56). 1956 bis 1958 war er bei der US Navy, wo er eine Einheit für Nuklearmedizin im US Naval Hospital in Portsmouth (Virginia) leitete. Danach war er wieder an der University of Pennsylvania, wo er zunächst Assistant Instructor in Radiologie (Abschluss der Residency in der Facharztausbildung zum Radiologen 1962), dann Instructor, 1965 Assistant Professor, 1967 Associate Professor und 1970 schließlich Professor war und 1963 bis 1976 Leiter der Abteilung Nuklearmedizin am University of Pennsylvania Hospital. Ab 1976 leitete er die Nuklearmedizin an der University of California, Los Angeles (UCLA), und ab 1986 an der University of Michigan (Professor für Innere Medizin und Radiologie), wo er das PET Zentrum leitete. 2011 wurde er emeritiert.

## Werk
Schon als Student machte er auf sich aufmerksam, als er kurz nach Bekanntwerden der nuklearmedizinische Scanning Verfahren von Benedict Cassen verbesserte Methoden entwickelte, wofür er 1955 einen Preis erhielt. Ab Ende der 1950er Jahre entwickelte er mit dem Ingenieur Roy Edwards tomografische Aufnahmeverfahren, die beide immer weiter verfeinerten.
In den 1980er Jahren entwickelte seine Gruppe (Michael Phelps, Heinz Schelbert, Edward Hoffman, Henry Huang) an der UCLA die Positronen-Emissions-Tomographie für klinische Anwendungen, wobei er selbst sich vor allem mit Funktioneller Bildgebung beim Gehirn befasste (z. B. PET mit FDG Tracer bei Epilepsie und Alzheimer). Schon davor hatte er mit anderen an der University of Pennsylvania die erste Einzelphotonen-Emissionscomputertomographie (Spect) Aufnahme mit dem Tracer Fluordesoxyglucose (FDG) gemacht und er entwickelte auch Spect weiter.

## Ehrungen und Mitgliedschaften
1981 erhielt er den Ernst Jung-Preis. 1976 erhielt er die Nuclear Medicine Pioneer Citation und 1995 den Georg Charles de Hevesy Nuclear Medicine Pioneer Award der Society of Nuclear Medicine, 1989 den Javits Neuroscience Investigator Award der National Institutes of Health und 1996 deren Benedict Cassen Preis. 2001 erhielt er den Kettering-Preis, 1996 den Outstanding Researcher Award der Radiological Society of North America und 2009 den Japan-Preis. Er war Ehrendoktor der Loyola University. 1989 wurde er in das Institute of Medicine der National Academy of Sciences gewählt.